# Phorcys (thérapside)
« Phorcys » redirige ici. Pour les autres significations, voir Phorcys (homonymie).
Phorcys dubei
Genre
Espèce
Phorcys est un genre fossile de thérapsides gorgonopsiens ayant vécu durant le Permien moyen dans ce qui est actuellement l'Afrique du Sud. Une seule espèce est connue, Phorcys dubei, décrite en 2022 à partir de deux fragments arrière de crânes provenant de deux spécimens distincts. Ces deux crânes fossiles ont été découverts dans les strates les plus basses de la zone d'assemblage de Tapinocephalus (en) au sein du groupe de Beaufort, faisant de Phorcys l'un des plus anciens gorgonopsiens identifiés à ce jour, juste après ceux de spécimens fragmentaires indéterminés provenant de la zone d'assemblage d’Eodicynodon (en) et de l'île de Majorque. Le nom générique du taxon vient de Phorcys, un dieu de la mythologie grecque incarnant le père des gorgones, dont les gorgonopsiens tirent leur nom, et qui fait référence à son statut d'un des plus anciens représentants connus.
Avec une longueur crânienne estimée à environ 30 cm au total, Phorcys est un gorgonopsien étonnamment grand pour un représentant primitif, comparable en taille à certains gorgonopsiens ultérieurs et nettement plus grand que son contemporain Eriphostoma, ce dernier possédant un crâne dont la longueur est généralement située à entre 10 et 15 cm. Cela contredit les suggestions antérieures selon lesquelles les gorgonopsiens n'atteignaient des tailles plus grandes et leur statut de superprédateur associé qu'après l'extinction des grands thérapsides du groupe des thérocéphales et des dinocéphales durant le Permien supérieur. En effet, Phorcys est de taille comparable à un spécimen contemporain d'un thérocéphale de la famille des Scylacosauridae ayant un crâne estimé à 21 cm de long, et même à l'antéosaure légèrement plus âgé Australosyodon, qui lui a une longueur crânienne d'environ 26 cm. Phorcys et d'autres gorgonopsiens peuvent alors avoir été les principaux prédateurs de certaines zones d'assemblages datant du Permien moyen.

## Découverte et dénomination
Seuls deux spécimens de Phorcys sont actuellement connus, chacun composé de crânes partiels altérés, fragmentés avant le museau. Les deux spécimens furent collectés dans une localité située près de Delportsrivier (ceb), une ferme à Jansenville, dans la province du Cap oriental, en Afrique du Sud, et sont catalogués BP/1/5850 et BP/1/5851 par l'Institut d'études évolutives de l'université du Witwatersrand, où ils sont stockés. Ces spécimens ont été initialement signalés en 1995 par le paléontologue Bruce S. Rubidge (d), mais ils ne seront décrits et nommés officiellement qu'en 2022 par ce dernier et son collègue Christian F. Kammerer (d). Les deux spécimens ont été préparés par M. Charlton Dube (qui a lui-même collecté BP/1/5850), l'épithète spécifique dubei étant nommée en l'honneur à sa contribution et saluant ses compétences en matière de préparation de fossiles. Le nom générique Phorcys vient du personnage de la mythologie grecque Phorcys, un dieu primordial incarnant le père des gorgones. Le nom fait allusion à son statut de l'un des plus vieux gorgonopsiens connus, le groupe lui-même étant nommé d'après les gorgones, de nombreux genres possédant cette référence dans leurs propres noms taxonomiques.
Bien que les deux spécimens soient endommagés, BP/1/5851 est considérablement plus complet et est donc désigné spécimen holotype par Kammerer et Rubidge. Il préserve la majeure partie du crâne à partir de l'os occipital (la face arrière du crâne) jusqu'aux orbites, incluant la base du crâne (le plancher du crâne situé sous le neurocrâne), une surface supérieure érodée préservant le prépariétal intact et des parties des os frontaux environnants et les os pariétaux, avec un arc zygomatique gauche cassé et un palatin gauche déplacé dans l'orbite gauche, étant le seul os connu de la moitié antérieure du crâne. Le second spécimen est moins complet et plus mal altéré, constitué principalement d'un os occipital partiel incluant des parties associées du toit crânien et de la base du crâne ainsi que d'autres fragments d'os non identifiés.
La localité où les deux spécimens ont été récupérés appartient aux expositions orientales de la formation d'Abrahamskraal (en) (historiquement appelée la formation de Koonap), la formation géologique la plus ancienne du groupe de Beaufort de la période Permien-Trias du bassin du Karoo. Les couches de la formation d'Abrahamskraal, située près de Jansenville, sont généralement corrélées à la faune de la zone d'assemblage inférieure de Tapinocephalus (en). Cependant, en raison de l'assemblage faunique unique connu de ces localités qui sont apparemment absentes du reste de cette zone (incluant Phorcys), il est suggéré qu'ils pourraient représenter un assemblage faunique distinct entre la plus jeune zone d'assemblage de Tapinocephalus et de la sous-jacente et plus ancienne zone d'assemblage d’Eodicynodon (en). Cette position biostratigraphique correspond à un âge du Permien moyen, datant quelque part à l'intérieur des étages Wordien à Capitanien. 
Au moment de sa description, Phorcys représente alors l'un des plus anciens gorgonopsiens connus au monde, précédé seulement par un spécimen plus ancien découvert dans la zone d'assemblage d’Eodicynodon. Ce spécimen, catalogué NMQR 2982, est également décrit par Kammerer et Rubidge dans le même article que celui décrivant Phorcys. Cependant, le spécimen se compose uniquement d'une paire de bouts de mâchoire et n'a aucune caractéristique pouvant être diagnostiquée au niveau générique et spécifique. Ainsi, Kammerer et Rubidge considère le spécimen NMQR 2982 comme un gorgonopsien indéterminé, bien qu'ils reconnaissent la possibilité qu'il puisse être conspécifique avec Phorcys, le manque de matériel se chevauchant rendant cela impossible à le déterminer. L'existence d'un gorgonopsien encore plus ancien est officialisée en 2024 avec un spécimen découvert dans l'île méditerranéenne de Majorque, datant au minimum du Wordien inférieur, voire d'une période encore plus ancienne. Cependant, ce spécimen est également de nature indéterminée, laissant Phorcys en tant que plus ancien gorgonopsien à avoir été nommé.

## Description
Les paléontologues ne peuvent pas dire grand-chose de l'anatomie globale de Phorcys, car le genre n'est connu que par des crânes partiels manquant tout devant les orbites. Néanmoins, ils estiment qu'il s'agit d'un gorgonopsien relativement gros avec une longueur de crâne complète estimée à environ 30 cm, en supposant qu'il avait des proportions similaires à celles de Gorgonops. À titre de comparaison, les plus grands gorgonopsiens du Permien supérieur tels qu’Inostrancevia et Rubidgea atteignent des longueurs crâniennes supérieures à 40 cm. Collectivement, les parties préservées de Phorcys constituent l'arrière du crâne derrière les orbites, ce qui inclut la barre postorbitaire, l'arc zygomatique, l'os occipital et une grande partie de la base du crâne. Un seul os de l'avant du crâne est connu, le palatin, qui porte de nombreuses dents palatines. Bien qu'incomplet et érodé, Phorcys conserve diverses caractéristiques qui le distinguent des autres groupes de thérapsides en tant que gorgonopsien.
L'une de ces caractéristiques est la largeur de la barre postorbitaire située derrière les orbites oculaires, qui augmente dans sa largeur d'avant en arrière depuis le toit crânien jusqu'à l'endroit où elle rencontre le jugal sur l'arcade zygomatique, doublant sa largeur de 2,2 à 4,5 cm. Une expansion aussi grande est unique chez les gorgonopsiens, tout comme sa bordure convexe de la fosse temporale, qui, chez d'autres thérapsides prédateurs, est souvent concave pour saper l'orbite. Bien que le toit crânien ait été rétréci par l'érosion, la zone située entre les deux fosses temporales (la région intratemporale) aurait été large et plate comme les autres gorgonopsiens à partir d'un bord cassé toujours attaché à l'arrière de la barre postorbitaire, révélant sa véritable étendue. Phorcys a également un grand prépariétal (un os unique présent dans quelques groupes de thérapsides, y compris chez les gorgonopsiens) avec un bord avant arrondi dans la forme caractéristique des gorgonopsiens. L'os occipital est large et bas et plus large que haut comme chez les autres gorgonopsiens, et a une face verticale. Cela contraste avec le seul autre gorgonopsien de la zone d'assemblage de Tapinocephalus, Eriphostoma, qui conserve systématiquement un os occipital incliné vers le haut et vers l'avant. Comme les autres gorgonopsiens, l'os occipital a un sillon dans l'os squamosal de chaque côté, principalement exposé sur le dos mais s'incurvant partiellement sur le côté de l'arc zygomatique. L'os occipital arbore également une crête nucale proéminente descendant verticalement au centre et s'élargissant du toit crânien jusqu'au foramen magnum circulaire (l'ouverture de la moelle épinière, bordée par le condyle occipital en dessous). Cette crête est courante chez les gorgonopsiens et servait à la fixation musculaire, mais elle est particulièrement robuste chez Phorcys pour sa taille corporelle.
Le basioccipital, un os dans la base du crâne qui forme le bord inférieur du foramen magnum et s'étend en dessous pour former le plancher de l'arrière du neurocrâne, distingue Phorcys de tous les autres gorgonopsiens connus. Il arbore une paire de protubérances en forme de bouton situées à l'arrière et sur les marges internes de la « tubère basale », des projections ovoïdes d'os qui vont du basiccopital et vers l'intérieur jusqu'au parabasisphénoïde fusionné à l'avant. Ces protubérances sont inconnues chez tout autre gorgonopsien et sont présentes chez les deux spécimens. Le parabasisphénoïde lui-même est typique d'un gorgonopsien, arborant la lame d'os haute, mince et verticale, caractéristique sur le processus cultriforme étroit qui s'étend vers l'avant au milieu du palais. L'épiptérygoïde, un processus osseux allongé en forme de sangle, s'élève de chaque côté dans la base du crâne jusqu'à l'endroit où il entrerait en contact avec les os pariétaux ci-dessus, comme c'est la forme typique des thérapsides.
Le seul os connu de la moitié antérieure du crâne est le palatin du toit de la bouche. Comme les autres gorgonopsiens, le palatin arbore une bosse osseuse proéminente avec des dents palatines. Chez Phorcys, les dents palatines sont disposées en une rangée en forme de delta sur le bossage, ressemblant à une pointe de flèche pointant vers l'avant ou à un « V » inversé, composé de dix dents. Cette rangée de dents en forme de delta est rare chez les gorgonopsiens, mais se trouve dans d'autres genres précoces tels que Gorgonops et Eriphostoma. La dixième dent palatine à l'arrière de la marge latérale est nettement plus grande que le reste des dents palatines (0,5 cm contre 0,2-0,3 cm), bien que cela est interprété comme une variation individuellement unique du remplacement dentaire, car les dents palatines des gorgonopsiens ne sont pas connues pour montrer une variation de taille constante au sein des espèces.

## Classification

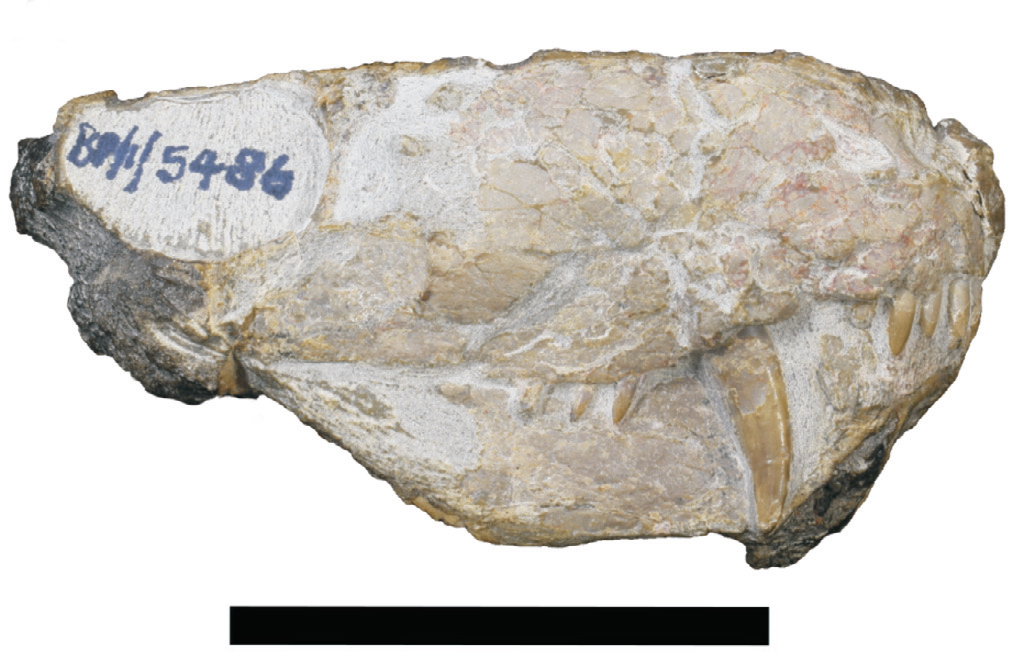
Crâne fossile d’Eriphostoma, un possible proche parent de Phorcys.

Bien que connu par peu de matériel fossile, ce qui est conservé reste suffisant pour démontrer que Phorcys est incontestablement un gorgonopsien. Phorcys peut être diagnostiqué et distingué de tous les autres gorgonopsiens par les protubérances en forme de bouton entre la « tubère basale » et le condyle occipital sur la face inférieure du crâne. Il se distingue également du seul autre gorgonopsien connu de la zone d'assemblage de Tapinocephalus (en), Eriphostoma, par sa plus grande taille, son os occipital vertical et son arcade zygomatique proportionnellement plus profonde.
Pour déterminer sa relation avec d'autres gorgonopsiens, Kammerer et Rubidge effectuent une analyse phylogénétique en utilisant un ensemble de données complet de tous les genres de gorgonopsiens actuellement valides. Semblables aux analyses précédentes, ils récupèrent Nochnitsa et Viatkogorgon en tant que premiers gorgonopsiens divergents de la base, les genres restants étant divisés en deux clades, l'un contenant des gorgonopsiens russes et l'autre des représentants africains,. Phorcys est trouvé dans une polytomie à la base du clade africain avec Eriphostoma, Gorgonops et les gorgonopsiens africains restants. Cette position basale parmi les gorgonopsiens africains est cohérente avec son âge. Cependant, elle attire les lignées fantômes (en) existantes des gorgonopsiens laurasiens divergents antérieurement vers le Wordien du Permien moyen aux minimum. Cependant, Kammerer et Rubidge considèrent ce résultat comme préliminaire en raison de la nature fragmentaire du matériel connu, et notent que cette position dans l'arbre est faiblement étayée par une seule caractéristique codée (l'orientation droite du zygome sous-temporal) l'unissant à d'autres gorgonopsiens africains dans cette analyse (trait lui-même variable dans ce clade). Néanmoins, un trait supplémentaire qui n'a pas été codé dans leur analyse peut renforcer une relation avec les gorgonopsiens africains, la forme de la lame parabasisphénoïde du neurocrâne. Chez Phorcys, cet os ne présente que de légères variations le long de sa marge inférieure, contrairement aux lames semi-circulaires notables des gorgonopsiens russes mais très comparables à celles des membres du clade africain.
Ci-dessous, le cladogramme du taxon Gorgonopsia selon Kammerer & Rubidge (2022), qui suit en grande partie les cladogrammes précédemment établis depuis 2018, :
|  | Sauroctonus                                                      |
|  |                                                                  |
|  | \| \| Pravoslavlevia \| \| \| \| \| \| Inostrancevia \| \| \| \| |
|  |                                                                  |
|  | Pravoslavlevia                                                   |
|  |                                                                  |
|  | Inostrancevia                                                    |
|  |                                                                  |

|  | Pravoslavlevia |
|  |                |
|  | Inostrancevia  |
|  |                |

|  | Sauroctonus                                                      |
|  |                                                                  |
|  | \| \| Pravoslavlevia \| \| \| \| \| \| Inostrancevia \| \| \| \| |
|  |                                                                  |
|  | Pravoslavlevia                                                   |
|  |                                                                  |
|  | Inostrancevia                                                    |
|  |                                                                  |

|  | Pravoslavlevia |
|  |                |
|  | Inostrancevia  |
|  |                |

|  | Smilesaurus |
|  |             |
|  | Arctops     |
|  |             |

|  | Arctognathus |
|  |              |
|  | Rubidgeinae  |
|  |              |

|  | Smilesaurus |
|  |             |
|  | Arctops     |
|  |             |

|  | Arctognathus |
|  |              |
|  | Rubidgeinae  |
|  |              |

|  | Smilesaurus |
|  |             |
|  | Arctops     |
|  |             |

|  | Arctognathus |
|  |              |
|  | Rubidgeinae  |
|  |              |

|  | Smilesaurus |
|  |             |
|  | Arctops     |
|  |             |

|  | Arctognathus |
|  |              |
|  | Rubidgeinae  |
|  |              |

|  | Smilesaurus |
|  |             |
|  | Arctops     |
|  |             |

|  | Arctognathus |
|  |              |
|  | Rubidgeinae  |
|  |              |

|  | Smilesaurus |
|  |             |
|  | Arctops     |
|  |             |

|  | Arctognathus |
|  |              |
|  | Rubidgeinae  |
|  |              |

|  | Smilesaurus |
|  |             |
|  | Arctops     |
|  |             |

|  | Arctognathus |
|  |              |
|  | Rubidgeinae  |
|  |              |

|  | Smilesaurus |
|  |             |
|  | Arctops     |
|  |             |

|  | Arctognathus |
|  |              |
|  | Rubidgeinae  |
|  |              |

|  | Sauroctonus                                                      |
|  |                                                                  |
|  | \| \| Pravoslavlevia \| \| \| \| \| \| Inostrancevia \| \| \| \| |
|  |                                                                  |
|  | Pravoslavlevia                                                   |
|  |                                                                  |
|  | Inostrancevia                                                    |
|  |                                                                  |

|  | Pravoslavlevia |
|  |                |
|  | Inostrancevia  |
|  |                |

|  | Sauroctonus                                                      |
|  |                                                                  |
|  | \| \| Pravoslavlevia \| \| \| \| \| \| Inostrancevia \| \| \| \| |
|  |                                                                  |
|  | Pravoslavlevia                                                   |
|  |                                                                  |
|  | Inostrancevia                                                    |
|  |                                                                  |

|  | Pravoslavlevia |
|  |                |
|  | Inostrancevia  |
|  |                |

|  | Smilesaurus |
|  |             |
|  | Arctops     |
|  |             |

|  | Arctognathus |
|  |              |
|  | Rubidgeinae  |
|  |              |

|  | Smilesaurus |
|  |             |
|  | Arctops     |
|  |             |

|  | Arctognathus |
|  |              |
|  | Rubidgeinae  |
|  |              |

|  | Smilesaurus |
|  |             |
|  | Arctops     |
|  |             |

|  | Arctognathus |
|  |              |
|  | Rubidgeinae  |
|  |              |

|  | Smilesaurus |
|  |             |
|  | Arctops     |
|  |             |

|  | Arctognathus |
|  |              |
|  | Rubidgeinae  |
|  |              |

|  | Smilesaurus |
|  |             |
|  | Arctops     |
|  |             |

|  | Arctognathus |
|  |              |
|  | Rubidgeinae  |
|  |              |

|  | Smilesaurus |
|  |             |
|  | Arctops     |
|  |             |

|  | Arctognathus |
|  |              |
|  | Rubidgeinae  |
|  |              |

|  | Smilesaurus |
|  |             |
|  | Arctops     |
|  |             |

|  | Arctognathus |
|  |              |
|  | Rubidgeinae  |
|  |              |

|  | Smilesaurus |
|  |             |
|  | Arctops     |
|  |             |

|  | Arctognathus |
|  |              |
|  | Rubidgeinae  |
|  |              |

|  | Sauroctonus                                                      |
|  |                                                                  |
|  | \| \| Pravoslavlevia \| \| \| \| \| \| Inostrancevia \| \| \| \| |
|  |                                                                  |
|  | Pravoslavlevia                                                   |
|  |                                                                  |
|  | Inostrancevia                                                    |
|  |                                                                  |

|  | Pravoslavlevia |
|  |                |
|  | Inostrancevia  |
|  |                |

|  | Sauroctonus                                                      |
|  |                                                                  |
|  | \| \| Pravoslavlevia \| \| \| \| \| \| Inostrancevia \| \| \| \| |
|  |                                                                  |
|  | Pravoslavlevia                                                   |
|  |                                                                  |
|  | Inostrancevia                                                    |
|  |                                                                  |

|  | Pravoslavlevia |
|  |                |
|  | Inostrancevia  |
|  |                |

|  | Smilesaurus |
|  |             |
|  | Arctops     |
|  |             |

|  | Arctognathus |
|  |              |
|  | Rubidgeinae  |
|  |              |

|  | Smilesaurus |
|  |             |
|  | Arctops     |
|  |             |

|  | Arctognathus |
|  |              |
|  | Rubidgeinae  |
|  |              |

|  | Smilesaurus |
|  |             |
|  | Arctops     |
|  |             |

|  | Arctognathus |
|  |              |
|  | Rubidgeinae  |
|  |              |

|  | Smilesaurus |
|  |             |
|  | Arctops     |
|  |             |

|  | Arctognathus |
|  |              |
|  | Rubidgeinae  |
|  |              |

|  | Smilesaurus |
|  |             |
|  | Arctops     |
|  |             |

|  | Arctognathus |
|  |              |
|  | Rubidgeinae  |
|  |              |

|  | Smilesaurus |
|  |             |
|  | Arctops     |
|  |             |

|  | Arctognathus |
|  |              |
|  | Rubidgeinae  |
|  |              |

|  | Smilesaurus |
|  |             |
|  | Arctops     |
|  |             |

|  | Arctognathus |
|  |              |
|  | Rubidgeinae  |
|  |              |

|  | Smilesaurus |
|  |             |
|  | Arctops     |
|  |             |

|  | Arctognathus |
|  |              |
|  | Rubidgeinae  |
|  |              |

|  | Sauroctonus                                                      |
|  |                                                                  |
|  | \| \| Pravoslavlevia \| \| \| \| \| \| Inostrancevia \| \| \| \| |
|  |                                                                  |
|  | Pravoslavlevia                                                   |
|  |                                                                  |
|  | Inostrancevia                                                    |
|  |                                                                  |

|  | Pravoslavlevia |
|  |                |
|  | Inostrancevia  |
|  |                |

|  | Sauroctonus                                                      |
|  |                                                                  |
|  | \| \| Pravoslavlevia \| \| \| \| \| \| Inostrancevia \| \| \| \| |
|  |                                                                  |
|  | Pravoslavlevia                                                   |
|  |                                                                  |
|  | Inostrancevia                                                    |
|  |                                                                  |

|  | Pravoslavlevia |
|  |                |
|  | Inostrancevia  |
|  |                |

|  | Smilesaurus |
|  |             |
|  | Arctops     |
|  |             |

|  | Arctognathus |
|  |              |
|  | Rubidgeinae  |
|  |              |

|  | Smilesaurus |
|  |             |
|  | Arctops     |
|  |             |

|  | Arctognathus |
|  |              |
|  | Rubidgeinae  |
|  |              |

|  | Smilesaurus |
|  |             |
|  | Arctops     |
|  |             |

|  | Arctognathus |
|  |              |
|  | Rubidgeinae  |
|  |              |

|  | Smilesaurus |
|  |             |
|  | Arctops     |
|  |             |

|  | Arctognathus |
|  |              |
|  | Rubidgeinae  |
|  |              |

|  | Smilesaurus |
|  |             |
|  | Arctops     |
|  |             |

|  | Arctognathus |
|  |              |
|  | Rubidgeinae  |
|  |              |

|  | Smilesaurus |
|  |             |
|  | Arctops     |
|  |             |

|  | Arctognathus |
|  |              |
|  | Rubidgeinae  |
|  |              |

|  | Smilesaurus |
|  |             |
|  | Arctops     |
|  |             |

|  | Arctognathus |
|  |              |
|  | Rubidgeinae  |
|  |              |

|  | Smilesaurus |
|  |             |
|  | Arctops     |
|  |             |

|  | Arctognathus |
|  |              |
|  | Rubidgeinae  |
|  |              |

|  | Sauroctonus                                                      |
|  |                                                                  |
|  | \| \| Pravoslavlevia \| \| \| \| \| \| Inostrancevia \| \| \| \| |
|  |                                                                  |
|  | Pravoslavlevia                                                   |
|  |                                                                  |
|  | Inostrancevia                                                    |
|  |                                                                  |

|  | Pravoslavlevia |
|  |                |
|  | Inostrancevia  |
|  |                |

|  | Sauroctonus                                                      |
|  |                                                                  |
|  | \| \| Pravoslavlevia \| \| \| \| \| \| Inostrancevia \| \| \| \| |
|  |                                                                  |
|  | Pravoslavlevia                                                   |
|  |                                                                  |
|  | Inostrancevia                                                    |
|  |                                                                  |

|  | Pravoslavlevia |
|  |                |
|  | Inostrancevia  |
|  |                |

|  | Smilesaurus |
|  |             |
|  | Arctops     |
|  |             |

|  | Arctognathus |
|  |              |
|  | Rubidgeinae  |
|  |              |

|  | Smilesaurus |
|  |             |
|  | Arctops     |
|  |             |

|  | Arctognathus |
|  |              |
|  | Rubidgeinae  |
|  |              |

|  | Smilesaurus |
|  |             |
|  | Arctops     |
|  |             |

|  | Arctognathus |
|  |              |
|  | Rubidgeinae  |
|  |              |

|  | Smilesaurus |
|  |             |
|  | Arctops     |
|  |             |

|  | Arctognathus |
|  |              |
|  | Rubidgeinae  |
|  |              |

|  | Smilesaurus |
|  |             |
|  | Arctops     |
|  |             |

|  | Arctognathus |
|  |              |
|  | Rubidgeinae  |
|  |              |

|  | Smilesaurus |
|  |             |
|  | Arctops     |
|  |             |

|  | Arctognathus |
|  |              |
|  | Rubidgeinae  |
|  |              |

|  | Smilesaurus |
|  |             |
|  | Arctops     |
|  |             |

|  | Arctognathus |
|  |              |
|  | Rubidgeinae  |
|  |              |

|  | Smilesaurus |
|  |             |
|  | Arctops     |
|  |             |

|  | Arctognathus |
|  |              |
|  | Rubidgeinae  |
|  |              |

|  | Sauroctonus                                                      |
|  |                                                                  |
|  | \| \| Pravoslavlevia \| \| \| \| \| \| Inostrancevia \| \| \| \| |
|  |                                                                  |
|  | Pravoslavlevia                                                   |
|  |                                                                  |
|  | Inostrancevia                                                    |
|  |                                                                  |

|  | Pravoslavlevia |
|  |                |
|  | Inostrancevia  |
|  |                |

|  | Sauroctonus                                                      |
|  |                                                                  |
|  | \| \| Pravoslavlevia \| \| \| \| \| \| Inostrancevia \| \| \| \| |
|  |                                                                  |
|  | Pravoslavlevia                                                   |
|  |                                                                  |
|  | Inostrancevia                                                    |
|  |                                                                  |

|  | Pravoslavlevia |
|  |                |
|  | Inostrancevia  |
|  |                |

|  | Smilesaurus |
|  |             |
|  | Arctops     |
|  |             |

|  | Arctognathus |
|  |              |
|  | Rubidgeinae  |
|  |              |

|  | Smilesaurus |
|  |             |
|  | Arctops     |
|  |             |

|  | Arctognathus |
|  |              |
|  | Rubidgeinae  |
|  |              |

|  | Smilesaurus |
|  |             |
|  | Arctops     |
|  |             |

|  | Arctognathus |
|  |              |
|  | Rubidgeinae  |
|  |              |

|  | Smilesaurus |
|  |             |
|  | Arctops     |
|  |             |

|  | Arctognathus |
|  |              |
|  | Rubidgeinae  |
|  |              |

|  | Smilesaurus |
|  |             |
|  | Arctops     |
|  |             |

|  | Arctognathus |
|  |              |
|  | Rubidgeinae  |
|  |              |

|  | Smilesaurus |
|  |             |
|  | Arctops     |
|  |             |

|  | Arctognathus |
|  |              |
|  | Rubidgeinae  |
|  |              |

|  | Smilesaurus |
|  |             |
|  | Arctops     |
|  |             |

|  | Arctognathus |
|  |              |
|  | Rubidgeinae  |
|  |              |

|  | Smilesaurus |
|  |             |
|  | Arctops     |
|  |             |

|  | Arctognathus |
|  |              |
|  | Rubidgeinae  |
|  |              |

|  | Sauroctonus                                                      |
|  |                                                                  |
|  | \| \| Pravoslavlevia \| \| \| \| \| \| Inostrancevia \| \| \| \| |
|  |                                                                  |
|  | Pravoslavlevia                                                   |
|  |                                                                  |
|  | Inostrancevia                                                    |
|  |                                                                  |

|  | Pravoslavlevia |
|  |                |
|  | Inostrancevia  |
|  |                |

|  | Sauroctonus                                                      |
|  |                                                                  |
|  | \| \| Pravoslavlevia \| \| \| \| \| \| Inostrancevia \| \| \| \| |
|  |                                                                  |
|  | Pravoslavlevia                                                   |
|  |                                                                  |
|  | Inostrancevia                                                    |
|  |                                                                  |

|  | Pravoslavlevia |
|  |                |
|  | Inostrancevia  |
|  |                |

|  | Smilesaurus |
|  |             |
|  | Arctops     |
|  |             |

|  | Arctognathus |
|  |              |
|  | Rubidgeinae  |
|  |              |

|  | Smilesaurus |
|  |             |
|  | Arctops     |
|  |             |

|  | Arctognathus |
|  |              |
|  | Rubidgeinae  |
|  |              |

|  | Smilesaurus |
|  |             |
|  | Arctops     |
|  |             |

|  | Arctognathus |
|  |              |
|  | Rubidgeinae  |
|  |              |

|  | Smilesaurus |
|  |             |
|  | Arctops     |
|  |             |

|  | Arctognathus |
|  |              |
|  | Rubidgeinae  |
|  |              |

|  | Smilesaurus |
|  |             |
|  | Arctops     |
|  |             |

|  | Arctognathus |
|  |              |
|  | Rubidgeinae  |
|  |              |

|  | Smilesaurus |
|  |             |
|  | Arctops     |
|  |             |

|  | Arctognathus |
|  |              |
|  | Rubidgeinae  |
|  |              |

|  | Smilesaurus |
|  |             |
|  | Arctops     |
|  |             |

|  | Arctognathus |
|  |              |
|  | Rubidgeinae  |
|  |              |

|  | Smilesaurus |
|  |             |
|  | Arctops     |
|  |             |

|  | Arctognathus |
|  |              |
|  | Rubidgeinae  |
|  |              |

|  | Sauroctonus                                                      |
|  |                                                                  |
|  | \| \| Pravoslavlevia \| \| \| \| \| \| Inostrancevia \| \| \| \| |
|  |                                                                  |
|  | Pravoslavlevia                                                   |
|  |                                                                  |
|  | Inostrancevia                                                    |
|  |                                                                  |

|  | Pravoslavlevia |
|  |                |
|  | Inostrancevia  |
|  |                |

|  | Sauroctonus                                                      |
|  |                                                                  |
|  | \| \| Pravoslavlevia \| \| \| \| \| \| Inostrancevia \| \| \| \| |
|  |                                                                  |
|  | Pravoslavlevia                                                   |
|  |                                                                  |
|  | Inostrancevia                                                    |
|  |                                                                  |

|  | Pravoslavlevia |
|  |                |
|  | Inostrancevia  |
|  |                |

|  | Smilesaurus |
|  |             |
|  | Arctops     |
|  |             |

|  | Arctognathus |
|  |              |
|  | Rubidgeinae  |
|  |              |

|  | Smilesaurus |
|  |             |
|  | Arctops     |
|  |             |

|  | Arctognathus |
|  |              |
|  | Rubidgeinae  |
|  |              |

|  | Smilesaurus |
|  |             |
|  | Arctops     |
|  |             |

|  | Arctognathus |
|  |              |
|  | Rubidgeinae  |
|  |              |

|  | Smilesaurus |
|  |             |
|  | Arctops     |
|  |             |

|  | Arctognathus |
|  |              |
|  | Rubidgeinae  |
|  |              |

|  | Smilesaurus |
|  |             |
|  | Arctops     |
|  |             |

|  | Arctognathus |
|  |              |
|  | Rubidgeinae  |
|  |              |

|  | Smilesaurus |
|  |             |
|  | Arctops     |
|  |             |

|  | Arctognathus |
|  |              |
|  | Rubidgeinae  |
|  |              |

|  | Smilesaurus |
|  |             |
|  | Arctops     |
|  |             |

|  | Arctognathus |
|  |              |
|  | Rubidgeinae  |
|  |              |

|  | Smilesaurus |
|  |             |
|  | Arctops     |
|  |             |

|  | Arctognathus |
|  |              |
|  | Rubidgeinae  |
|  |              |

## Paléoécologie

### Faune
Dans ce qui allait devenir la formation orientale d'Abrahamskraal (en), Phorcys a coexisté avec un assortiment inhabituel de thérapsides et aurait pu faire partie d'un assemblage faunique potentiellement distinct du reste de la zone d'assemblage de Tapinocephalus (en). Deux autres genres de thérapsides sont connus de ces unités, le prédateur burnétiamorphe Pachydectes (en) et le dicynodonte Lanthanostegus (en), un genre inhabituel avec des orbites nettement tournées vers l'avant,. Un thérocéphale appartenant à la famille des Scylacosauridae est également connu du même horizon, et est estimé avoir eu un crâne d'environ 21 cm de long et comparable en taille à celui de Phorcys. Il est alors possible que Phorcys ait été le principal prédateur de cet assemblage, contrairement aux autres faunes de thérapsides de la zone d'assemblage supérieur de Tapinocephalus, où les thérocéphales et les antéosaures plus imposants s'avèrent être dominants.

### Évolution écologique des gorgonopsiens
La présence d'un gorgonopsien précoce au corps relativement gros comme Phorcys dans la zone d'assemblage de Tapinocephalus complique les récits précédemment proposés pour l'évolution écologique des thérapsides prédateurs. Avant sa découverte, les gorgonopsiens des faunes de thérapsides plus anciennes étaient petits – tels que Nochnitsa et Viatkogorgon de Russie et l'africain Eriphostoma – et étaient en faible abondance, tandis que les prédateurs les plus grands et les plus divers étaient les grands thérocéphales (à savoir des Scylacosauridae et Lycosuchidae) ou des imposants antéosaures. Cela conduisit Kammerer et Vladimir Masyutin à suggérer en 2018 que les gorgonopsiens et les thérocéphales faisaient une partition de niche par taille corporelle, les gorgonopsiens occupant des rôles de prédateurs plus petits que les grands thérocéphales. En effet, les gorgonopsiens ne semblaient atteindre de plus grandes tailles qu'après l'extinction des grands thérocéphales lors de l'extinction de la fin du Guadalupien, ce qu'ils suggéraient comme une libération écologique pour les gorgonopsiens.
Phorcys, ainsi que le gorgonopsien indéterminé de taille similaire de la zone d'assemblage d’Eodicynodon (en), démontrent que les premiers gorgonopsiens ont atteint de grandes tailles comparables aux espèces ultérieures et aux thérocéphales contemporains, tels que le scylacosauridé précédemment mentionné. En effet, alors que les antéosaures sont les principaux prédateurs de l'actuelle zone d'assemblage supérieur de Tapinocephalus et sont nettement plus gros que les autres thérapsides prédateurs, Australosyodon, plus ancien et provenant de la zone d'assemblage d’Eodicynodon, est relativement petit et de taille comparable à celle de Phorcys et des scylacosauridés, avec un crâne 26 cm de long. Avec Phorcys atteignant des tailles comparables ou potentiellement même supérieures à celles des premiers antéosaures et thérocéphales, Kammerer et Rubidge envisagent la possibilité que des gorgonopsiens comme Phorcys aient pu être les principaux prédateurs de ces premiers zones d'assemblages du Permien moyen.
Les chercheurs ne savent toujours pas pourquoi des gorgonopsiens de taille similaire semblent être absents des faunes du Permien moyen ultérieur, comme dans la zone d'assemblage supérieur de Tapinocephalus. Les fossiles de gorgonopsiens étant relativement sous-échantillonnés à ces âges, il est donc possible qu'ils aient été des parties rares de leurs écosystèmes, bien que cela n'explique pas pourquoi les thérocéphales de taille similaire sont beaucoup plus abondants. Alternativement, les grands thérocéphales et les gorgonopsiens peuvent en effet avoir été partitionnés par taille, mais seulement à la suite de l'extinction des grands gorgonopsiens comme Phorcys durant le Capitanien.